# Karinthië (deelstaat)
Karinthië (Duits: Kärnten, Sloveens: Koroška, Italiaans: Carinzia, Beiers: Kärntn of Karntn) is een deelstaat (Bundesland) van Oostenrijk.
De hoofdstad is Klagenfurt, dat met 105.256 inwoners (2025) tevens de grootste stad van de deelstaat is. In Karinthië woont een minderheid van Slovenen.

## Historie
Het Land Karinthië is in 1920 ontstaan uit het hoofddeel van het hertogdom Karinthië, een "kroonland" binnen het Oostenrijkse keizerrijk, dat na het verlies van de Eerste Wereldoorlog uiteenviel. Daarbij maakte het nieuwe Koninkrijk van Serven, Kroaten en Slovenen aanspraak op het zuidoosten van Karinthië, waar Slovenen wonen, en het begon daarop met het bezetten van dat gebied. Ze werden gestopt door de Amerikanen, die een status quo vestigden tot aan een volksstemming in het omstreden gebied op 10 oktober 1920. Daarbij sprak een kleine 60% van de kiezers zich uit voor aansluiting bij Oostenrijk.

## Demografie
In januari 2025 had Karinthië 570.095 inwoners en een bevolkingsdichtheid van 60 inwoners per km². Daarmee is Karinthië in termen van inwoners de zesde van de negen deelstaten van Oostenrijk.

## Demografische evolutie 1985-2025
Bron: https://statcube.at/statistik.at/ext/statcube/jsf/tableView/tableView.xhtml

## Geografie
De deelstaat heeft een oppervlakte van 9536 km² (vijfde van de negen deelstaten). Karinthië grenst aan Italië, Slovenië en de deelstaten Tirol, Salzburg en Stiermarken.

## Onderverdeling
Karinthië is onderverdeeld in 2 zelfstandige steden (Statutarstädte) en 8 districten (Bezirke).

### Zelfstandige steden
- Klagenfurt
- Villach

### Districten
- Spittal an der Drau
- Hermagor
- Villach-Land
- Feldkirchen
- St. Veit an der Glan
- Klagenfurt-Land
- Völkermarkt
- Wolfsberg

## Meren
- Wörthersee
- Weissensee
- Millstätter See
- Pressegger See
- Faaker See
- Ossiacher See

## Politiek
Karinthië heeft een eigen parlement (de Landdag van Karinthië, die 36 leden telt) en een deelstaatregering met aan het hoofd een gouverneur (Landeshauptmann genoemd).
Verkiezingen worden om de vijf jaar gehouden. Bij de recentste verkiezingen op 5 maart 2023 werd de sociaaldemocratische SPÖ met 38,9% van de stemmen veruit de grootste partij in Karinthië. De coalitie met de christendemocratische ÖVP, zoals die vanaf 2018 regeerde, werd voortgezet. De volgende verkiezingen staan gepland in 2028.